# تلال أبو العلايق
تلال أبو العلايق أو ما يعرف أيضا بقصر هيرودس الشتوي، موقع أثري في فلسطين يقع على ضفاف وادي القلط على بعد 3 كم جنوب غرب مدينة أريحا. عرف الموقع إبان العصر الإغريقي - الروماني بمدينة الحدائق، حيث وصفها العديد من المؤرخين من أمثال سترابو وبليني ويوسيفيوس، وقد اتخذه الملك هيرودس منتجعا شتويا له ولأسرته. وقد مثل هذا الموقع مركز مدينة أريحا في الفترتين الهلنيستية والرومانية من الناحية الحضارية، إلى ان هُجر الموقع في نهاية الفترة الرومانية، حيث انتقل مركز مدينة أريحا البيزنطية إلى موقع أريحا الحالي.

## الموقع
الموقع مشيد بين تلال منخفضة بمساحة تبلغ الـ120 دونما، وتبلغ المساحة مع امتدادات حولهما تبلغ الـ500 دونما، ويقع عند مدخل أريحا الجنوبي عند نقطة التقاء وادي القلط مع سهل أريحا، وتعود أقدم الاكتشافات فيه إلى العصر النحاسي (4500-3100 ق.م.)، ولكن بقايا المباني تعود إلى العصرين الإغريقي والروماني. ذكر يوسيفيوس بأن مارك انتوني قام بإهداء بلسم هذه البساتين والحدائق إلى كليوبترا ملكة مصر، فيما بلغت المدين أوج تطورها في فترة الملك هيرودس الذي بنى قصره الشتوي في المكان على جانبي الواد، وقد عثر في الماكن على حدائق تقدر مساحتها بالـ11 دونما، وعلى على شبكة من القنوات المائية لجلب المياه من الينابيع المجاورة (اليوم عين السلطان وعين النويعمة وعين الديوك وعين القلط)، كما عثر في المكان على منطقة صناعية كبيرة تعود إلى الفترة الهلنيستية المتأخرة والفترة الرومانية المبكرة في المنطقة الشمالية، كما عثر على سلسلة من المرافق الصناعية وبرك للسباحة وأفران وأرصفة للمشاة. ومن غير المعروف متى هجر المكان، ولكن يقدّر أنه قد ذلك قد تم عندما ضربت المنطقة بزلزال عنيف في القرن الأول الميلادي، فيما تشير آثار بيزنطية وإسلامية في المكان إلى أنه لم يهجر بشكل كامل.

## أعمال التنقيب
كان الباحث البريطاني وارين من الأوائل الذين قاموا بإجراء تحريات وتنقيبات في الموقع، وكان ذلك في عام 1868 ثم جاء من بعده سيلين وواتزنجر بين عامي 1909 و1911. وقد أسفرت هذه التنقيبات عن إبراز حجم المدينة الضخم خلال العصر الهلنيستي المتأخر والعصر الروماني المبكر. فيما تجددت أعمال التنقيب عام 1950 و1951 حيث قام كل من كيلسو وبرامكي وبريتشارد بإجراء مسوحات في الموقع، ثم تلا ذلك تنقيبات موسعة في الأعوام ما بين 1973 و1983، وكذلك من 1986 و1987. كشفت هذه التنقيبات عن أجزاء واسعة من المدينة، كما في ذلك الكشف عن سلسلة قصور على التلة الشمالية تعود إلى العصر الهلنيستي المتأخر، كما تم اكتشاف مبنى كامل من الناحية الشرقية مع بركتي سباحة مزخرفتين وأرضيات معبدة وحمامات وحدائق.
وفي العام 1975 و1977 تم العثور على مقبرة كبيرة تضم حوالي خمسين قبرا في الجهة الشمالية الشرقية من القصور على أطراف المدينة القديمة، يعود تاريخها من منتصف القرن الأول قبل الميلاد إلى القرن الأول الميلادي، نحتت هذه القبور في الصخر الجيري، مع غرفة مربعة للدفن وحجرات للموتى حيث تتسع ما بين 1-9 هياكل، وتغلق القبور باستخدام حجر محفور ومختوم أو من الطوب. تم العثور على لوحات جدارية في بعض القبور وبعض المعاظم عليها بعض النقوش باللغة الآرامية والعبرية واليونانية. إضافة إلى فخار وأوان زجاجية ونقود معدنية.

## أهم الآثار
الفترة الإغريقية: بقايا أبراج وبدايات تشييد القصر، قصر الحشمونئيين الأول مع حمامات طقوسية واستجمامية، قصران محصنان، المنطقة الصناعية، ومبنى يختلف في كونه مجمع كنيس أو غرفة طعام (باللاتينية: Triclinium).
الفترة الرومانية: قصرا هيردوس الثاني والثالث استخدمت فيهما التقنيات والأساليب المعمارية الرومانية القديمة من الخرسانة المرصعة بالحجارة الصغيرة. وقد على حديقة إلى الجهة الجنوبية من القصر، وحوض كبير للسباحة والقوارب، وقاعة استقبال دائرية على التلة الجنوبية، بينما اكتشف في الجهة الشمالية من الوادي جناح كبير يضم قاعة استقبال ضخمة وساحتين وغرفا متعددة وحماما رومانيا. ويضم المكان ومنطقة صناعية، إضافة إلى زخارف مخلفات خزفية وفسيفساء وعملات.

## روابط خارجية
- تلول أبو العلايق نسخة محفوظة 24 أكتوبر 2020 على موقع واي باك مشين. (مقال باللغة الإنجليزية)
- فيديو مصور لقلعة (قصر) هيرودس
- فيديو مصور لتلول أبو العلايق(باللغة الإنجليزية)
- صور لتلول أبو العلايق